# アメリカン・ソング・コンテスト
アメリカン・ソング・コンテスト（American Song Contest）は、米NBCで放送されていた音楽コンクール。ユーロビジョン・ソング・コンテストに基づいたもので、欧州側の制作陣の一部が企画に参加していた。全米50州および5つの海外領土及びワシントンD.C.の計56代表によりオリジナル曲を競い、優勝を決める。
本番組は2022年3月21日から5月9日まで放送され、司会はスヌープ・ドッグとケリー・クラークソンが務めた。

## 歴代優勝者
- 第1シリーズ（2022年）: オクラホマ州・AleXa『Wonderland』